# Шэдоумур
Шэдоумур (англ.  — Shadowmoor) — набор-расширение для ККИ Magic: The Gathering. Пререлизные мероприятия состоялись 19 и 20 апреля 2008 года, а релиз — 2 мая 2008 года.

## Детали выпуска
«Шэдоумур» стал первым выпуском миниблока из двух сетов. Он продолжает развивать сюжет выпусков «Лорвин» и «Рассвет». После явления, получившего название Аврора, жители Лорвина изменились — мир погрузился во мрак, а его обитатели стали злобными и агрессивными.
Темой выпуска стали гибридные символы в мана-стоимости перманентов, которые до этого встречались только в Равнике. Часть карт имеет одноцветные гибридные символы, например Tower Above Архивная копия от 15 февраля 2009 на Wayback Machine.
Также были введены новые игровые механики — способности «увядания» (англ.  — wither), «упорства» (англ.  — persist), «заговора» (англ.  — conspire), а также символ разворота карты.